# Un dia de bojos
Un dia de bojos (títol original: Mixed Nuts) és una pel·lícula estatunidenca, remake del film francès Quin Nadal! dirigida per Nora Ephron, estrenada l'any 1994. Ha estat doblada al català.

## Argument
L'acció discorre a Venice, Califòrnia. Philip (Steve Martin) és responsable d'un centre d'acollida telefònic per a gent amb problemes, on Catherine (Rita Wilson) i la senyoreta Munchnik (Madeline Kahn) són voluntàries. Solitaris, suïcides, abandonats i xerraires són els seus principals clients. La nit de Nadal, una data en què la gent desesperada es deprimeix especialment. Encara que de vegades els que semblen més "normals" són els més necessitats d'ajuda. I el seu equip, desbordat, està a punt de tornar-se boig.

## Crítica
"Entretingut remake (...) va comptar amb un Steve Martin molt en la seva línia"

## Repartiment
- Steve Martin: Philip
- Rita Wilson: Catherine O'Shaughnessy
- Madeline Kahn: Blanca Munchnik
- Liev Schreiber: Chris
- Anthony LaPaglia: Felix
- Juliette Lewis: Gracie Barzini
- Rob Reiner: Dr. Marshall Kinsky
- Adam Sandler: Louie
- Joely Fisher: Susan
- Parker Posey: La noia del roller
- Jon Stewart: El noi del roller
- Haley Joel Osment: El noiet davant l'arbre de Nadal